# Ventada de morts

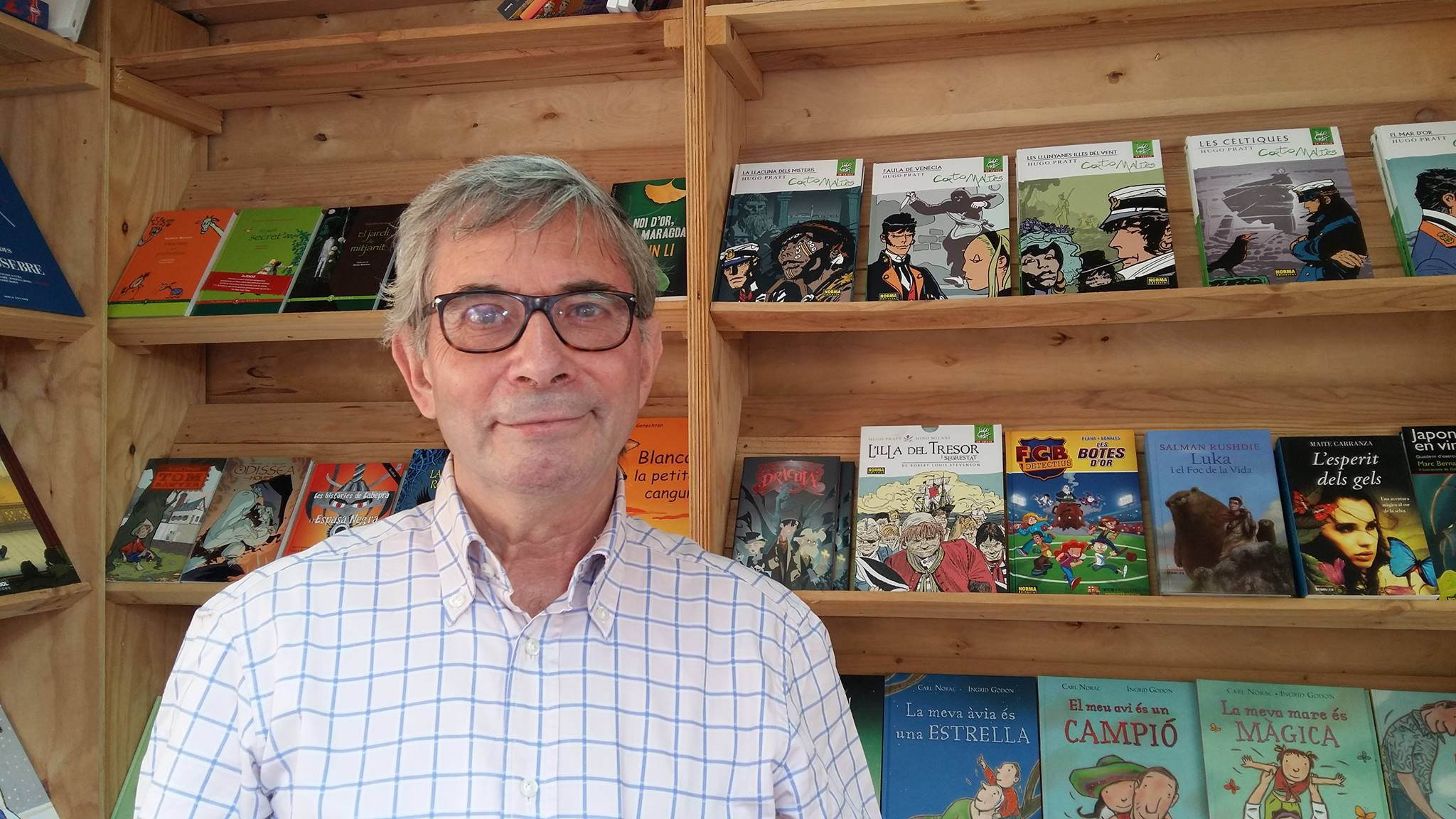
Josep Albanell

Ventada de morts és una novel·la de Josep Albanell i Tortades, publicada l'any 1978.
Ambientada al poble fictici d’Escornaldiable, la novel·la explica com la població ha viscut durant segles sotmesa a la tirania d’El Gaio i com, després de la seva mort, aconsegueix recuperar la llibertat. La novel·la va ser reconeguda amb el premi premi Crítica Serra d'Or 1979.

## Argument de l'obra
El Gaio, un cacic astut, ha mantingut el seu poder manipulant la història mítica del poble i perpetuant una mentida que esborra els seus orígens i la seva identitat col·lectiva. L’assassinat del tirà, esdeveniment inicial de la novel·la, posa al descobert els mecanismes ocults de la lluita pel poder i dona peu a una reconstrucció de la memòria històrica i llegendària de la comunitat, llargament silenciada sota el seu domini.
La novel·la combina dues trames principals: una de caràcter històric i una altra de llegendària. A mesura que aquestes dues línies narratives s’entrellacen, s’aconsegueix oferir una visió completa del passat i dels mites fundacionals del poble. L’obra, a més de ser una novel·la simbòlica, presenta trets del gènere fantàstic gràcies a la presència d’elements màgics i sobrenaturals, i també adopta recursos propis de la novel·la policíaca en alguns capítols.
Ventada de morts representa una síntesi de les inquietuds estilístiques i temàtiques que ja s’apuntaven en treballs previs de l’autor. La seva escriptura destaca per un domini excepcional del llenguatge, amb un lèxic viu, arrelat a la realitat quotidiana, que aporta una intensitat expressiva notable. La publicació de l’obra va marcar un punt d’inflexió en la literatura catalana de l’època, coincidint amb l’abandonament del realisme històric i l’exploració de nous camins narratius. Aquest canvi va estar influït per l’impacte que va tenir la literatura sud-americana, fins aleshores desconeguda per molts, i que va inspirar autors més joves, com Josep Albanell. La seva admiració per figures com García Márquez,  Cortázar o Carpentier el va portar a explorar les fronteres entre realitat i fantasia..